# Premio di Narrativa Breve Ribera del Duero
Il Premio di Narrativa Breve Ribera del Duero (Premio de Narrativa Breve Ribera del Duero) è un riconoscimento assegnato alla migliore raccolta di racconti scritta in lingua spagnola da autore di qualsiasi nazionalità.
Assegnato e istituito nel 2008 dal Consiglio Regolatore della Ribera del Duero (DOC) in collaborazione con la casa editrice Páginas de Espuma, riconosce al vincitore un premio di 5000 euro, importo che lo rende tra i premi più ricchi nel settore della narrativa breve.

## Albo d'oro
- 2009 Javier Sáez de Ibarra (Spagna) per Mirar al agua, cuentos plásticos[5]
- 2011 Marcos Giralt Torrente (Spagna) per La fine dell'amore (El final del amor)[6]
- 2013 Guadalupe Nettel (Messico) per Bestiario sentimentale (El matrimonio de los peces rojos)[7]
- 2015 Samanta Schweblin (Argentina) per Sette case vuote (Siete casas vacías)[8]
- 2017 Antonio Ortuño (Messico) per La vaga ambición[9]
- 2020 Marcelo Luján (Argentina) per La claridad[10]
- 2022 Liliana Colanzi (Bolivia) per Ustedes brillan en lo oscuro[11]
- 2024 Magalí Etchebarne (Argentina) per La vida por delante[12]